# Medalla del Ostvolk
La Medalla a la Valentía y al Mérito para los Miembros de los Pueblos del Este (en alemán: Tapferkeits und Verdienstauszeichnung für Ostvölker) fue una condecoración militar y paramilitar de la Alemania nazi. Establecida el 14 de julio de 1942, se otorgó a personal de la antigua Unión Soviética (Ostvolk en alemán, literalmente pueblos del este), que se ofreció como voluntario para luchar junto a las fuerzas alemanas. La medalla a veces era denominada Medalla del Ostvolk o Medalla de los Pueblos del Este (en alemán: Ostvolkmedaille).
Además de la Medalla del Ostvolk, los voluntarios orientales también fueron elegibles para medallas e insignias de guerra alemanas.
La medalla presentaba una estrella octogonal (ocho puntas) con un patrón de una flor en el centro. Había dos clases:
- Primera clase: 50 mm de diámetro, sujeto al bolsillo izquierdo del uniforme mediante un alfiler y un broche. Se puede otorgar en oro o plata.
- Segunda clase: 40 mm de diámetro que se lleva en una cinta de 32 mm de ancho en la parte izquierda del pecho. Se puede otorgar en oro, plata o bronce, cada uno con un diseño de cinta separado: 
  - dorado: verde con una franja roja hacia cada borde;
  - plateado: verde con una franja blanca hacia cada borde;
  - bronce: verde liso.

Cada versión de ambas clases podría ser premiada con espadas por valentía o sin espadas por mérito.
La 1.ª clase solo se otorgó a aquellos que ya habían recibido la 2.ª clase aunque, excepcionalmente, las dos clases podrían adjudicarse juntas. Las mujeres, como por ejemplo las enfermeras, también eran elegibles.
Desde noviembre de 1942, los oficiales y suboficiales alemanes que servían con unidades con personal Ostvolk eran elegibles para la 1.ª clase y 2.ª clase en plata con espadas, siempre que tuvieran la clase correspondiente de la Cruz de Hierro. En febrero de 1944, el personal alemán se convirtió en elegible para la 1.ª clase y la 2.ª clase sin espadas donde tenían la clase correspondiente de la Cruz al Mérito de Guerra con Espadas.

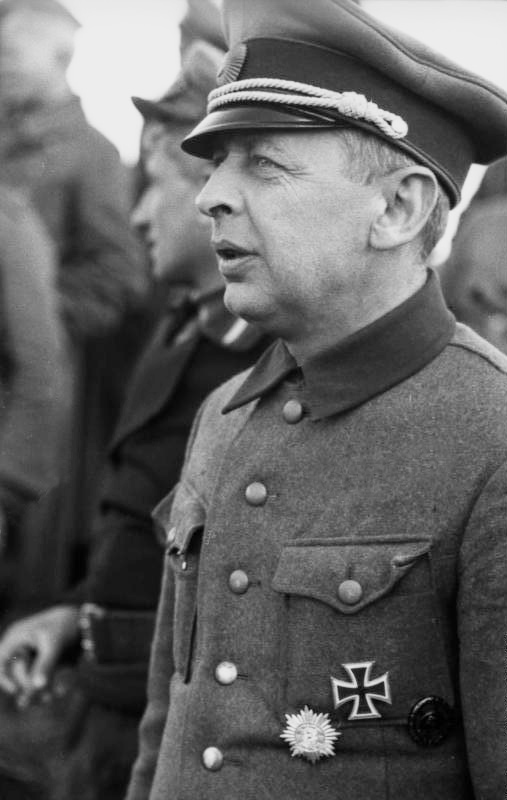
Bronislav Kaminski vistiendo la medalla de 1.ª clase en su uniforme debajo y a la izquierda de la Cruz de Hierro

El uso de los premios de la época nazi fue prohibido en 1945. En 1957, la Medalla del Ostvolk fue una de las condecoraciones de la Segunda Guerra Mundial que la República Federal de Alemania volvió a autorizar para su uso. Si bien muchas condecoraciones se rediseñaron para eliminar la esvástica, la Medalla del Ostvolk original se podía usar sin alteraciones ya que no llevaba este símbolo.

## Clases
| Medalla a la Valentía y al Mérito para los Miembros de los Pueblos del Este | Medalla a la Valentía y al Mérito para los Miembros de los Pueblos del Este | Medalla a la Valentía y al Mérito para los Miembros de los Pueblos del Este | Medalla a la Valentía y al Mérito para los Miembros de los Pueblos del Este | Medalla a la Valentía y al Mérito para los Miembros de los Pueblos del Este | Medalla a la Valentía y al Mérito para los Miembros de los Pueblos del Este | Medalla a la Valentía y al Mérito para los Miembros de los Pueblos del Este | Medalla a la Valentía y al Mérito para los Miembros de los Pueblos del Este |
|                                                                             |                                                                             | 1.ª clase                                                                   | 1.ª clase                                                                   | 2.ª clase                                                                   | 2.ª clase                                                                   | 2.ª clase                                                                   |                                                                             |
| en oro                                                                      | en plata                                                                    | en oro                                                                      | en plata                                                                    | en bronce                                                                   |                                                                             |                                                                             |                                                                             |
| --------------------------------------------------------------------------- | --------------------------------------------------------------------------- | --------------------------------------------------------------------------- | --------------------------------------------------------------------------- | --------------------------------------------------------------------------- | --------------------------------------------------------------------------- | --------------------------------------------------------------------------- | --------------------------------------------------------------------------- |
|                                                                             |                                                                             | con espadas                                                                 | sin espadas                                                                 |                                                                             | con espadas                                                                 |                                                                             |                                                                             |
| Ribete                                                                      | con espadas                                                                 |                                                                             |                                                                             |                                                                             |                                                                             |                                                                             |                                                                             |
| Ribete                                                                      | sin espadas                                                                 |                                                                             |                                                                             |                                                                             |                                                                             |                                                                             |                                                                             |